# Pafta

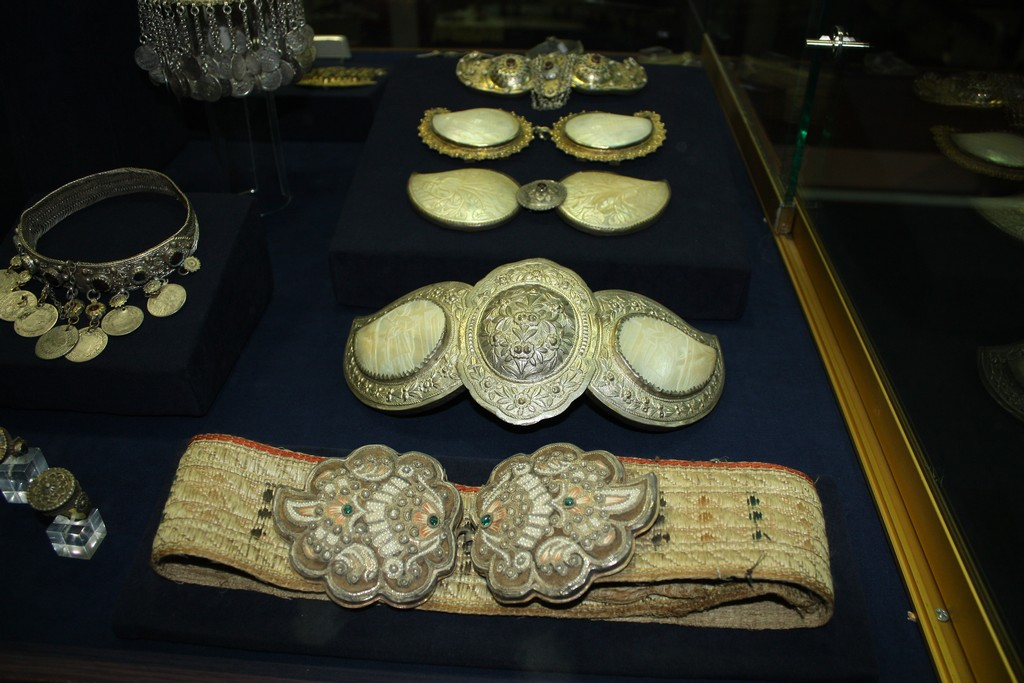
Paftale într-un muzeu din Macedonia

Paftaua (la plural paftale) este o încheietoare ornamentală la costumele populare, confecționată de obicei din metal și formată din una sau două bucăți prinse una de alta sau fixate. Potrivit arheologăi macedonene Elița Maneva „paftalele făceau parte în acea vreme (din secolul al XVIII-lea și până la începutul secolului al XX-lea) în această regiune din vestimentația femeilor, mai ales ca bijuterii de nuntă, dar și din vestimentația obișnuită, solemnă sau preoțească a bărbaților”.

## Etimologie
Cuvântul este de origine persană și a intrat în limbile din zona Balcanilor prin intermediul cuvântului turcesc pafta.

## Descriere
Ca elemente decorative ale cingătorilor, paftalele au dimensiuni și forme specifice. Ele sunt confecționate din metale, cum ar fi bronz sau alamă, iar variantele mai luxoase erau din argint și argint aurit, împodobite cu perle, sidef, sticlă colorată sau pietre semiprețioase.
În toate variantele, paftalele au fost o parte integrantă a vestimentației tradiționale de pe întregul teritoriu al Balcanilor.

## Galerie

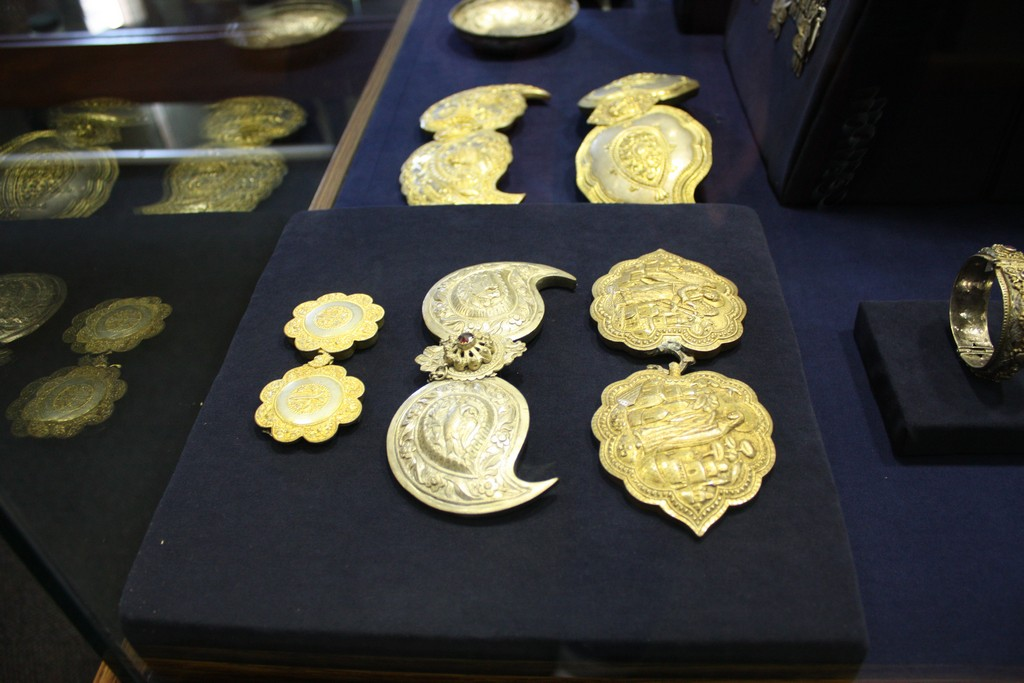
Paftale într-un muzeu din Macedonia
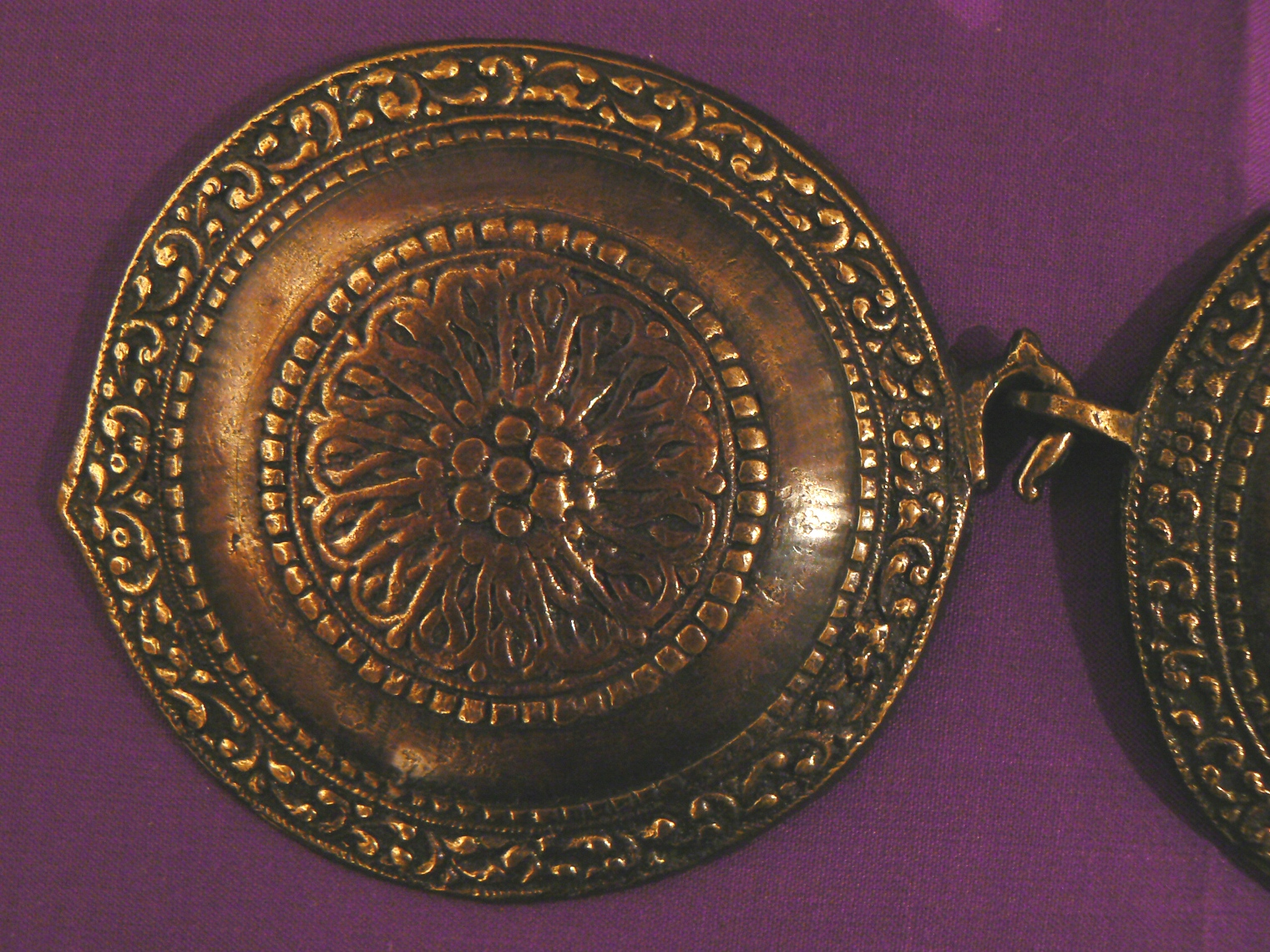
Pafta rotundă
Pafta în formă de frunză de palmier cu extremități curbe
Pafta dreptunghiulară
Paftale circulare cu formă de scut
Pafta cu o șopârlă
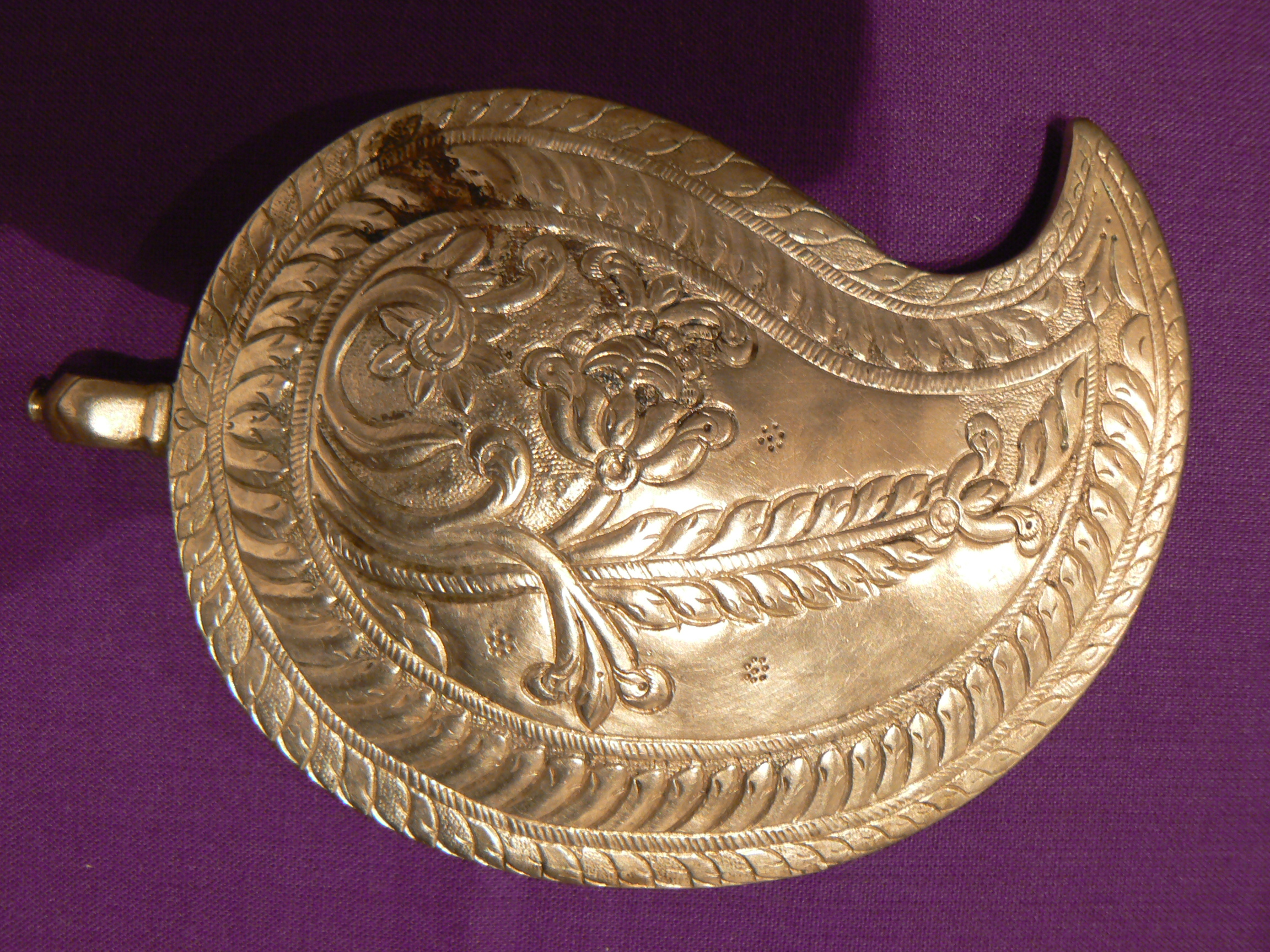
Pafta cu motive florale
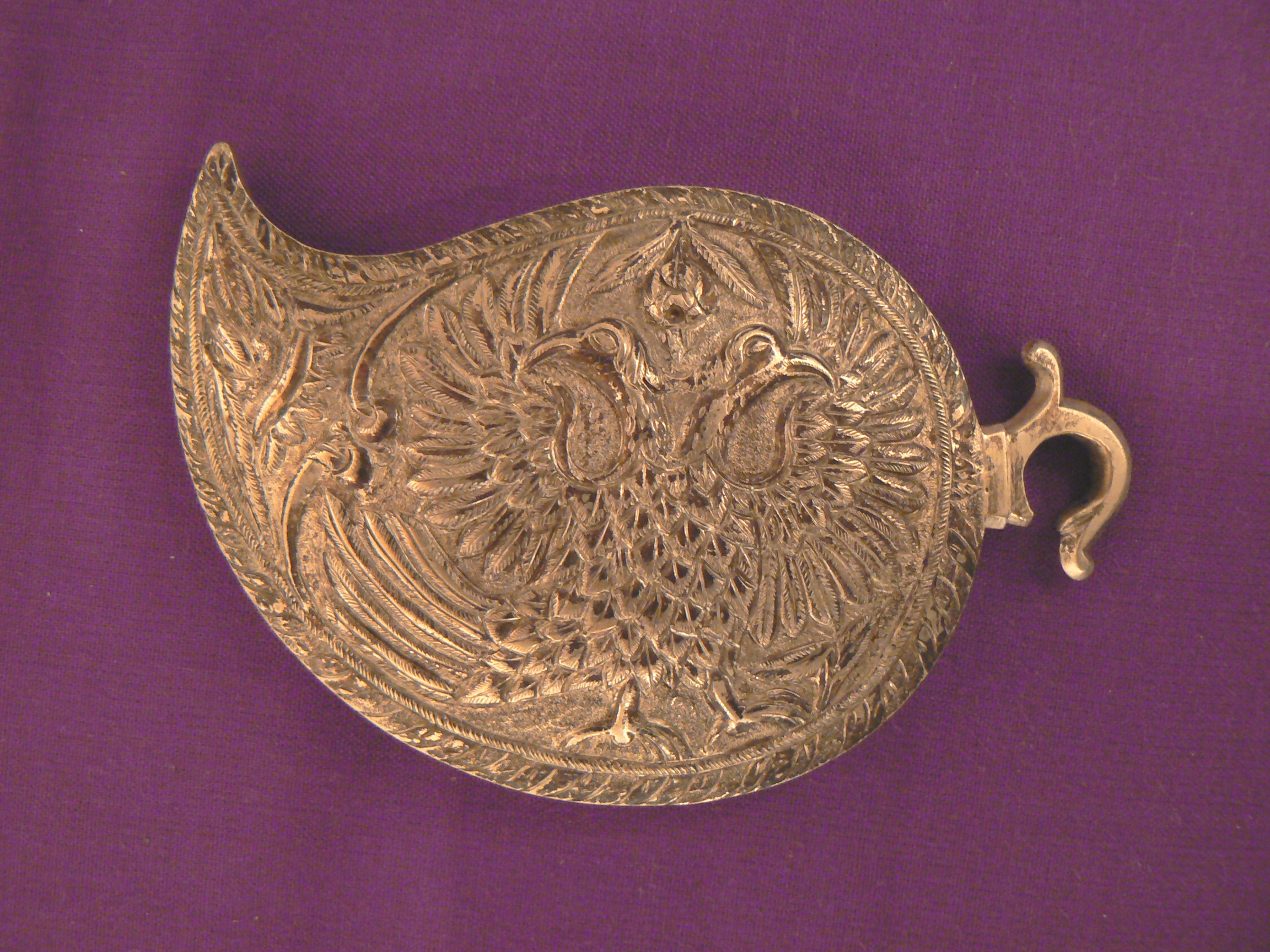
Pafta filigranată cu o pasăre cu două capete